# Joanna Stone
Joanna (Jo) Stone-Nixon (Londen, 4 oktober 1972) is een voormalige Australische speerwerpster, die tweemaal deelnam aan de Olympische Spelen.

## Loopbaan
Stone maakte haar olympische debuut in 1996 op de Olympische Spelen van Atlanta. Haar worp van 58,54 m was niet voldoende om zich te kwalificeren voor de finale. Dat was vier jaar later, op de Olympische Spelen in Sydney, haar 58,34 evenmin.
Joanna Stone is het bekendst van het winnen van een zilveren medaille op de wereldkampioenschappen van 1997 in Athene. Met een verste poging van 68,64 eindigde ze achter de Noorse Trine Hattestad (goud) en voor de Duitse Tanja Damaske (brons).
In 1998 won ze het speerwerpen op de Goodwill Games. Met een worp van 66,29 versloeg ze de Cubaanse atletes Isel López (zilver) en Sonia Bisset (brons).
In het dagelijks leven is Jo Stone politie-officier. Zij was de appellant in een belangrijke rechtszaak voor het Australische Hooggerechtshof inzake belastingwetgeving: de Federale Hoofdambtenaar der Belastingen versus Stone (2005) 59 ATR 50.

## Titels
- Australisch kampioene speerwerpen - 1994, 1997

## Persoonlijk record
| Onderdeel   | Prestatie | Datum           | Plaats     |
| ----------- | --------- | --------------- | ---------- |
| speerwerpen | 64,62 m * | 5 augustus 2000 | Gold Coast |

* Dit record werd geworpen met het nieuwe model van speer, dat in 1999 werd ingevoerd. Met het oude model was haar persoonlijk record 69,85 m (1998).

## Prestaties
| Jaar | Wedstrijd        | Plaats       | Resultaat | Prestatie |
| ---- | ---------------- | ------------ | --------- | --------- |
| 1994 | Gemenebestspelen | Victoria     | 4e        | 57,60 m   |
| 1995 | WK               | Göteborg     | 5e        | 63,74 m   |
| 1996 | OS               | Atlanta      | 16e       | 58,54 m   |
| 1997 | WK               | Athene       | 2e        | 68,64 m   |
| 1998 | Gemenebestspelen | Kuala Lumpur | DNS       |           |
| 1998 | Goodwill Games   | New York     | 1e        | 66,29 m   |
| 1998 | Wereldbeker      | Johannesburg | 1e        | 69,85 m   |
| 2000 | OS               | Sydney       | 17e       | 58,34 m   |